# Ancema parviocellato
Ancema parviocellato är en fjärilsart som beskrevs av Siuiti Murayama och Shibatani 1948. Ancema parviocellato ingår i släktet Ancema och familjen juvelvingar. Inga underarter finns listade i Catalogue of Life.